# 骨董夜話
骨董夜話（こっとう やわ）は、日本の著名人が、1970年（昭和45年）から1978年（昭和53年）にかけて、平凡社の月刊誌『太陽』に連載した随筆の名称である。1975年（昭和50年）に同社からそれまでの連載分をまとめた単行本が出版された。
なお、「骨董夜話」という語句が含まれる書籍は他にも存在するが、本項目では、平凡社で出版されたものを扱う。

## 概要
1970年代当時、骨董愛好家として知られていた日本の著名人が、自身の骨董に寄せる想いや、それらを収集した際のエピソードなどを書き綴ったもので、平凡社の月刊誌『太陽』に、1970年（昭和45年）8月から、1978年（昭和53年）6月までの約8年間、合計90回にわたって連載された。執筆者は、白洲正子、青柳瑞穂、八代目坂東三津五郎、細川護貞、土門拳、平山郁夫、谷川徹三、加藤楸邨、入江泰吉、益田義信、奈良本辰也、藤枝静男、北沢彪、森本孝順の14名。誌面編集は当時20代だった『太陽』編集部の筒井泰彦（筒井ガンコ堂）が担当。執筆は原則的にひとりが6回分を担当し、誌上連載時には執筆者が題字を書き、紹介された骨董品はカラー写真で掲載、後述する単行本にも収録された。
1975年（昭和50年）にそれまで発表された48回分の記事をまとめ、山岡茂の装訂で単行本として平凡社より出版される。本書は好評をもって迎えられ、出版3ヶ月後には重版されている。1980年代は絶版状態が続いたが、1991年（平成3年）には普及版として再版。現在は再び絶版となっているが、本書は現在の骨董界においても名著として語られることが多い。なお、『骨董夜話』の1975年以降の連載分は、一部を除き書籍化されていない。

### 著者と記事名
記事名は雑誌初出時のものに拠る。括弧内は誌上発表年月。
- 白洲正子
  1. 狂言面・乙　（1970年8月）
  2. 茶碗・天啓赤絵　（1970年9月）
  3. 螺鈿煙硝入　（1970年10月）
  4. 魯山人作大鉢・むさし野　（1970年11月）
  5. 絞り十字文　（1970年12月）
  6. 書見台・蝶　（1971年1月）
- 青柳瑞穂
  1. 玉堂の花　（1971年7月）
  2. 木彫の牛　（1971年8月）
  3. 水滴のおじいさん　（1971年9月）
  4. 壺　（1971年10月）
  5. 絵唐津肩付茶入　（1971年11月）
  6. 根来　（1971年12月）
- 坂東三津五郎 (8代目)
  1. 粉引の徳利　（1972年1月）
  2. 五徳の蓋置　（1972年2月）
  3. 土師の小壺　（1972年3月）
  4. 襖の引手　（1972年4月）
  5. 猿投のうずくまる　（1972年5月）
  6. 鎌倉時代仏器　（1972年6月）
- 細川護貞
  1. 琥珀の水滴　（1972年7月）
  2. 雍正豆彩の小盃　（1972年8月）
  3. 松竹梅如意　（1972年9月）
  4. 宝石紅　（1972年10月）
  5. 紫泥の茗壺　（1972年11月）
  6. 琺瑯彩　（1972年12月）
  7. 白玉の小壺　（1973年1月）
  8. 螺鈿の皿　（1973年2月）
  9. 硯・暁嵐先生蔵　（1973年3月）
  10. 犀角盃　（1973年4月）
  11. 璽印章　（1973年5月）
  12. 扇　（1973年6月）
- 土門拳
  1. 古九谷・梅花鶯文皿　（1973年7月）
  2. 法隆寺釘隠し　（1973年8月）
  3. 猪鍵型文旗指物　（1973年9月）
  4. お玉について　（1973年10月）
  5. 揚羽蝶の水滴　（1973年11月）
  6. 石皿・ゆどの について　（1973年12月）
- 平山郁夫
  1. クムトラ菩薩頭　（1974年1月）
  2. 石の祠　（1974年2月）
  3. 瘤牛　（1974年3月）
  4. グリフォンのいる加彩タイル・寺の壁　（1974年4月）
  5. 聖櫃　（1974年5月）
  6. 彩釉陶器　（1974年6月）
- 谷川徹三
  1. 宋赤絵人形　（1974年7月）
  2. エトルリアの鏡　（1974年8月）
  3. 佩玉　（1974年9月）
  4. 石製花薫　（1974年10月）
  5. コスタ・リカの三足土器　（1974年11月）
  6. イベリック・ブロンズ　（1974年12月）
- 加藤楸邨
  1. 初硯　（1975年1月）
  2. もう一つの世界　（1975年2月）
  3. からむしの昔　（1975年3月）
  4. 達谷の銘　（1975年4月）
  5. 月下信楽　（1975年5月）
  6. 掌中仏　（1975年6月）
- 入江泰吉
  1. 弥生の壺　（1975年7月）
  2. 神像　（1975年8月）
  3. 色絵ガラス徳利　（1975年9月）
  4. 野の仏　（1975年10月）
  5. 御深井焼雑器　（1975年11月）
  6. はにわ　（1975年12月）
- 益田義信
  1. マジョリカ　（1976年1月）
  2. デルフトのタイル　（1976年2月）
  3. 古い鍵　（1976年3月）
  4. テラコッタ　（1976年4月）
  5. 魚の化石　（1976年5月）
  6. 青貝象眼火鉢　（1976年6月）
- 奈良本辰也
  1. 李朝の陶壺　（1976年7月）
  2. 翁　（1976年8月）
  3. 唐俑　（1976年9月）
  4. ペンチャロンの鉢　（1976年10月）
  5. 墨と硯　（1976年11月）
  6. 酒器・苗代川　（1976年12月）
- 藤枝静男
  1. 青銅瓶　（1977年1月）
  2. 木彫小地蔵尊　（1977年2月）
  3. 青織部菊皿　（1977年3月）
  4. チベットの短剣と骨笛　（1977年4月）
  5. 京伝の扇面　（1977年5月）
  6. 初期伊万里小壺　（1977年6月）
- 北沢彪
  1. 玉子手茶碗・岩垣　（1977年7月）
  2. 奥高麗茶碗（1977年8月）
  3. 宋胡録青磁茶碗　（1977年9月）
  4. 釘彫伊羅保　（1977年10月）
  5. 文字堅手茶碗　（1977年11月）
  6. 半使茶碗　（1977年12月）
- 森本孝順
  1. 緑釉銀化紅陶奩・水指　（1978年1月）
  2. 西域童子の顔・巴里みやげ　（1978年2月）
  3. 金堂ゆかりの三重奏　（1978年3月）
  4. 銀鎚蝶刀子鞘・花入　（1978年4月）
  5. 香盒　（1978年5月）
  6. シルクロードの瓶・二題　（1978年6月）

### 写真家
- 五頭輝樹（白洲正子「狂言面・乙」を担当）
- 羽田敏雄（青柳瑞穂「木彫の牛」を担当）
- 土門拳（自身の執筆分を担当）
- 入江泰吉（森本孝順と自身の執筆分を担当）
- 牧直視（白洲正子「魯山人作大鉢・むさし野」を担当）
- 脇坂進（上記を除いた1975年6月までの発表分を担当）
- 市島敏男（上記を除いた1975年7月以降の発表分を担当）
- 坂本真典（平凡社の単行本での補足写真を担当）

## 初出時と単行本との相違点

### 記事名
1. 青柳瑞穂「玉堂の花」→「浦上玉堂の花」
2. 同上「壺」→「信楽の古壺」
3. 同上「根来」→「根来の薬器」
4. 細川護貞「扇」→「乾隆御製貢扇」
5. 土門拳「お玉について」→「お玉」
6. 同上「石皿 ゆどのについて」→「石皿 ゆどの」

### 文章と写真
1. 単行本において、八代目坂東三津五郎「粉引の徳利」の最後の一文が削除されている。
2. 単行本においては、五頭、羽田、牧の写真は使用されていない。

## 雑纂
- 白洲正子は連載3回目に題字を新たに書き直し、単行本にも新しいものが使われた。
- 青柳瑞穂「根来」は、口述筆記によるもので、青柳の絶筆となった。
- 土門拳「法隆寺釘隠し」は、後に饅頭金物であることが判明した。なお、1979年に土門が病に倒れた後は、土門旧蔵の骨董品の多くは白洲正子に譲られた。

## 出版記録
複数の著者によるアンソロジーを除く。
- 1970～78年　平凡社（月刊誌『太陽』に90回にわたって連載）
- 1975年　平凡社（1974年までの連載分の単行本）
- 1975年　駸々堂出版（土門拳の著書『私の美学』に土門の執筆分を収録）
- 1979年　平凡社（奈良本辰也の著書『骨董入門』に奈良本の執筆分を収録）
- 1979年　三修社（益田義信の著書『さよなら巴里』に益田の執筆分を収録）
- 1991年　平凡社（1975年版単行本の普及版）ISBN 9784582268010
- 2004年　みすず書房（青柳瑞穂『骨董のある風景』に青柳の執筆分を抄録）